# Страхквас
Страхквас (Крістіан) (28 вересня 929 або 935 — 996) — єпископ Празький, представник династії Пржемисловичів, був сином князя Болеслава I Грозного та його дружини Бяготи, рідним братом Болеслава II Благочестивого (а також Дубравки і Млади). Помер під час посвяти в сан єпископа.

## Біографія
Страхквас народився біля Праги при зловісних обставинах: під час бенкету відзначення свята Косми та Даміана в Брандисі-над-Лабем на якому його батько, жадаючи захопити престол, вбив свого старшого брата ВацлаваІ. Згодом Болеслав I, розкаявся у скоєному і переймаючись про вчинений злочин, дав новонародженому незвичайне ім'я «Страхквас», що означає «страшний бенкет». Побоюючись відплати в загробному житті, Болеслав вирішив умилостивити вищі сили, давши обітницю присвятити сина служінню Богові.
Коли хлопчик підріс, князь вирішив відправити його на навчання в Регенсбург, в абатство Святого Еммерама. У Регенсбурзі Страхквас вивчав Святе Письмо і все, що потрібно знати майбутньому священику. Він прийняв чернечу обітницю та залишався в монастирі.

### Відносини зі святим Адальбертом
Матеріали «Чеської хроніки» Козьми Празького не дають інформації про зрілі роки життя Страхкваса. Від його юності слід переходити до кульмінаційної історії його життя, слідом за якою послідувала смерть. З усього видино, що Страхквас цілком успішно просувався в церковній ієрархії, що не дивно з огляду на його знатне походження і здобуту освіту. Однак він не займав вищий духовний чин Богемії. З 973 по 982 рік єпископом Празьким був Детмаром, потім його місце зайняв Адальберт-Войтех, який походив зі знатного княжого роду Славніковичів. Відомо, що Адальберта обтяжували покладені на нього обов'язки і вважав для себе за краще життя простого ченця, якби не воля Риму.
У 994 році Страхквас прибув до Праги з Регенсбурга і зустрівся з Адальбертом, який розповів йому про труднощі управління паствою, в свідомості якої зберігалося ще занадто багато язичницького сприйняття. Непоодинокими були випадки розірвання шлюбів, кровозмішення, повернення до ідолопоклонства та інші відступи від заповітів християнства. Все це дуже пригнічувало Адальберта, який відчував, що очолюваний ним народ рухається до прірви. Крім того, його зачіпала гордовитість і самовпевненість могутніх кметів — вельмож, серед яких найбільш серйозною силою був клан Вршовців. Всі ці обставини робили єпископство Адальберта важким обов'язком, і він запропонував Страхквасу зайняти його місце.
Козьма Празький так відтворює гарячу мова Адальберта: «Про тебе добре відомо, що ти брат князя і ти ведеш свій родовід від панів нашої країни; народ воліє, щоб його наставляв ти: буде охочіше коритися тобі, ніж мені. Вдаючись до ради і допомоги брата, ти можеш приборкувати гордих, засуджувати недбайливих, виправляти неслухняних, наставляти невірних. Твою гідність, твої знання і святість твоєї поведінки — все це цілком годиться для єпископського звання. За Божим велінням і своєю владою я зволію, щоб так було і буду благати папу, щоб ти був тут єпископом, ще за мого життя».
Адальберт простягнув Страхквасу свій єпископський посох, але той кинув його на підлогу і сказав, що він не відчуває в собі такого високого покликання і бажає вести простий, чернечий спосіб життя. На це єпископ сказав: «Тоді знай, брат, знай, що чого ти не захотів зробити по-доброму, ти здійснив пізніше, але вже з великим збитком для себе».

### Невдале єпископство
У 995 році сім'я Адальберта була винищена кметами Болеслава II під проводом Вршовців. Сам він покинув Прагу, щоб більше вже не повертатися. Вибір нового єпископа Празького зупинився на Страхквасі. На цей раз він погодився прийняти сан і прибув до майнцького архієпископу для посвячення. Однак, за свідченням Козьми Празького, сталося несподіване:
«Після того, як було зроблено все, що належало за статутом, після того, як було проведено випробування (новому) єпископу і хор заспівав літанію, архієпископ в облаченні упав ниць на килим перед вівтарем. Слідом за цим Страхквас, якого освячували в єпископи і який сам стояв між двома єпископами, впав посередині на коліна і — о, страшна доля! - в той час, коли Страхквас простягся, його наздогнав диявол. І те, що потай йому колись передбачив раб Божий (Адальберт), відбулося перед усім духовенством і народом».
Обставини смерті Страхкваса досі залишаються нез'ясованими. Празька єпископська кафедра після неї протягом двох років залишалася вакантною.

## Особистість
Козьма Празький описує особистість Страхкваса в самих чорних фарбах: «Страхквас цей був людиною марнославною, вибагливою щодо одягу, мав розсіяне мислення, до того ж був неохайним в справах. Крім того, це була людина з блукаючими очима, пустослів, вдачею — удавальник, батько всіх помилок і ватажок поганих людей у всіх їх поганих справах. . . . Більше писати про Страхкваса, уявлення єпископа, мені соромно».
Втім. пізніші дослідники відзначають, що недоброзичливці з'явилися у Страхкваса ще за його життя. Імператорському двору було не до вподоби перспектива, в разі його сходження на кафедру, посилення його брата, Болеслава II, а майнцькому духовенству — його передбачувана прихильність до слов'янської літургії.

## література
- Козьма Празький. Чеська хроніка. М. 1962.